# Melankólia (film)
A Melankólia (eredeti cím: Melancholia) 2011-es apokaliptikus filmdráma, amelyet Lars von Trier írt és rendezett. A főszerepben Kirsten Dunst, Charlotte Gainsbourg és Kiefer Sutherland látható. A további szerepeket Alexander Skarsgård, Brady Corbet, Cameron Spurr, Charlotte Rampling, Jesper Christensen, John Hurt, Stellan Skarsgård és Udo Kier alakítják.
A Melankóliát 2011. május 18-án mutatták be a 64. Cannes-i Filmfesztiválon, ahol a kritikusok elismerően nyilatkoztak róla. Dunst a fesztiválon elnyerte a legjobb színésznőnek járó díjat, ami a kritikusok körében gyakori dicséret volt.

## Rövid történet
Két nővér amúgy is feszült kapcsolata megkérdőjeleződik, amikor egy titokzatos új bolygó a Földdel való összeütközéssel fenyeget.

## Szereplők
- Kirsten Dunst – Justine
- Charlotte Gainsbourg – Claire
- Alexander Skarsgård – Michael
- Kiefer Sutherland – John, Claire férje
- Cameron Spurr – Leo
- Charlotte Rampling – Gaby, Justine és Claire anyja
- John Hurt – Dexter, Justine és Claire apja
- Jesper Christensen – Apa, a komornyik
- Stellan Skarsgård – Jack, Justine főnöke
- Brady Corbet – Tim
- Udo Kier – Az esküvőszervező

## Színpadi adaptáció
2018-ban Declan Greene drámaíró színdarabot készített a filmből az ausztráliai Melbourne-ben működő Malthouse Színház számára.
A szereposztásban Eryn Jean Norvill mint Justine, Leeanna Walsman mint Claire, Gareth Yuen mint Michael, Steve Mouzakis mint John és Maude Davey mint Gaby szerepeltek. Liam Smith és Alexander Artemov gyerekszínészek megosztva játszották Leo szerepét.
Az adaptációban Dexter, Justine apjának karaktere kimarad.